# Zapp
Zapp (também conhecido como Zapp Band ou Zapp & Roger) é uma banda norte-americana de funk que surgiu em Hamilton, Ohio, em 1977. Particularmente influente no cenário electro, sub-gênero do funk, o Zapp serviu como inspiração parcial para a criação do G-funk, gênero de hip-hop popular na Costa Oeste dos Estados Unidos do início até a metade dos anos 1990, com muitas de suas canções sendo sampleadas por inúmeros artistas de hip-hop. A formação original consistia de quatro irmãos—Roger Troutman, Larry Troutman, Lester Troutman e Terry Troutman—além de Bobby Glover, Gregory Jackson, Sherman Fleetwood, Jerome Derrickson, Eddie Barber e Jannetta Boyce. O grupo recebeu atenção no começo dos anos 1980 por  implementar o uso maciço do talk box, que se tornou uma de suas mais bem conhecidas características. Zapp trabalhou de perto com George Clinton e Bootsy Collins da banda Parliament-Funkadelic durante o início de suas atividades, sendo isto o facilitador para o grupo conseguir um contrato com a gravadora Warner Bros. Records em 1979. O  Zapp lançou seu primeiro álbum, Zapp em 1980, tendo como característica um som remanescente do P-Funk como resultado da ajuda de  Clinton e Collins em sua produção. O Zapp atingiu maior reconhecimento do mainstream pelo single "More Bounce to the Ounce" do mesmo álbum, sendo agora amplamente reconhecido como um exemplo clássico do funk eletrônico do início dos anos 1980. No ano seguinte, em 1981, Clinton suspendeu seu trabalho com a banda devido à disputa em relação ao álbum de estreia solo de Roger Troutman. O Zapp continuou a produzir diversos outros álbuns depois disso, lançando Zapp II em 1982. O estilo musical do álbum afastou-se drasticamente de seu primeiro álbum; apesar disso, o álbum vendeu bem e foi certificado ouro no final de 1982.
O Zapp separou-se em 1999 após Roger e Larry Troutman serem mortos em um aparente assassinato-suicídio cometido por Larry. Roger foi baleado diversas vezes e morreu no hospital durante a cirurgia. O corpo de Larry foi encontrado próximo ao local, em seu veículo com um tiro na cabeça. A motivação do ataque de Larry é incerto, mas há especulações que foi devido à uma disputa financeira e por Larry estar furioso por ter sido demitido como seu empresário. O Zapp se reformulou brevemente em 2003 com os irmãos remanescentes da família Troutman para produzir o álbum Zapp VI: Back by Popular Demand. Em 2015, lançaram o mini-álbum Evolution.

## Carreira

### 1966–80: início de carreira e contrato de gravação
Nascido em 29 de novembro de 1951, em Hamilton, Ohio, Roger Troutman começou a gravar músicas em meados da década de 1960, lançando suas primeiras gravações solo "Jolly Roger" e "Night Time" no obscuro e extinto selo de Ohio, a Teen Records em 1966 sob o nome de Lil' Roger and His Fabulous Vels. Embora nenhuma canção tenha recebido reconhecimento devido à sua limitada distribuição, Troutman e seus irmãos continuaram na busca da carreira musical pela década de 1970 formando a banda Roger & The Human Body em 1976, em seu selo privado Troutman Bros. Records. O selo próprio permitiu a  Troutman e a banda um reconhecimento mais amplo de sua música, permitindo o lançamento de seu primeiro (e único) álbum Introducing Roger em 1976.
No final da década de 1970 Roger Troutman continuou a gravar com seus irmãos, abandonando o nome Roger & The Human Body e adotando o apelido de seu irmão Terry, Zapp em 1977. O grupo, procurando por reconhecimento, começou a tocar em vários pequenos locais na região de Ohio. A família Troutman tinha amizade de longa data com o pessoal de Ohio: Phelps "Catfish" Collins e William Earl "Bootsy" Collins, ambos envolvidos com o Parliament-Funkadelic no início dos anos  1970. Phelps e Bootsy estavam em uma das apresentações do Zapp e ficaram impressionados com as habilidades musicais da banda, levando Bootsy a convidar Roger ao United Sound Studios em Detroit (o estúdio base do P-Funk) que era frequentemente usado pelo Parliament-Funkadelic. Roger Troutman subsequentemente escreveu e gravou a demo de "More Bounce to the Ounce" em 1978. George Clinton, o líder do Funkadelic gostou da gravação e encorajou Troutman a apresentar a demo para a  Warner Bros. Records. A Warner Bros. assinou com o Zapp no início de 1979, e em 28 de julho de 1980, o Zapp lançou seu álbum de estreia, Zapp,que foi gravado por Roger e produzido por Bootsy entre 1979 e o início de 1980 no United Sound Studios em Detroit, o primeiro álbum por uma grande gravadora. O som do álbum, altamente influenciado pelo Parliament-Funkadelic, contrasta amplamente com os lançamentos posteriores da banda. "More Bounce to the Ounce" atingiu o número dois na parada Billboard R&B/Hip-Hop Songs por duas semanas no outono de 1980. Em 18 de novembro de 1980, Zapp foi certificado ouro pela RIAA.

"George Clinton entrou no estúdio naquela noite e realmente gostou da parte que já tínhamos refeito em 'Funky Bounce'. Ele nos aconselhou a fazer um loop desta seção e colocar as outras partes do talk box sobre ela. Naquela época, isto foi considerado um ato de genialidade, porque você tinha que cortar a fita e fazer o corte certo, o alinhar e fazer o loop. Portanto não vamos nos esquecer que o Dr. Funkenstein estava bem à frente de seu tempo."

- Bootsy Collins citando a influência de Clinton para criar 'More Bounce To The Ounce'

### 1980–81: separação de George Clinton e outros trabalhos
Depois do lançamento do álbum de estreia de 1980, as tensões cresceram entre Roger Troutman e George Clinton. O álbum solo de Troutman The Many Facets of Roger foi primeiramente financiado por Clinton, através da gravadora CBS e estava acertado que seria lançado pela gravadora de Clinton, a Uncle Jam Records label.  No começo da década 1980 Clinton e seus projetos musicais enfrentavam problemas financeiros devido a suas pobres habilidades de gestão e seus gostos musicais incertos. Na época do lançamento do álbum de estreia de Troutman, a  Warner Bros. Records lançou The Electric Spanking of War Babies no qual Troutman tinha trabalhado brevemente, no começo de 1981 sem muito impacto.
Troutman, vendo a desordem que cercava Clinton nesta época, aceitou a oferta maior da Warner Bros. pelas gravações demo de seu álbum. Este movimento resultou em uma amarga separação de Clinton e Troutman, e com a partida de Clinton, Troutman tomou virtualmente todo o controle criativo dos trabalhos posteriores da banda. Ma biografia de Clinton, George Clinton: For the Record, Troutman foi citado comentando a situação com uma atitude blasé, "... Os caras da Warner Bros. me ofereceram mais dinheiro". Em resposta, Clinton replicou, "CBS pagou por isso, eu paguei por isso. Eu não gosto de ir para o lado negativo, mas isto custou mais ou menos 5 milhões [de dólares], e o emprego de muitas pessoas, o que nós consideramos como um império desmorando". A perda de dinheiro que resultou das ações de Troutman, é creditada como um dos fatores que desmontaram as carreiras musicais tanto de Clinton como do Funkadelic. The Many Facets of Roger foi lançado em outubro de 1981 pela Warner Bros.

### 1982–85: mudança de estilo e declínio gradual
O Zapp lançou seu segundo álbum, Zapp II, em 14 de outubro de 1982. O álbum foi focado em um som mais eletrônico, contendo um maior uso do talk box, que sempre foi considerado uma marca registrada de Troutman. Apesar dos estilos contrastantes entre o primeiro e o segundo álbum, Zapp II atingiu a marca de ouro em 21 de setembro de 1982. O álbum se saiu quase tão bem quanto o álbum de estreia, atingindo o número dois na parada Billboard R&B e atingindo o número 25 na parada Billboard 200 Albums. O single "Dancefloor (Part I)" alcançou o número um na parada  R&B singles de 1982.
O Zapp lançou outros álbuns em sucessão durante a década de 1980, permanecendo fiel ao estilo eletrônico que o álbum Zapp II tinha adotado.  Zapp III foi lançado em 1983, mas nao alcançou as mesmas posições nas paradas como os álbuns anteriores. Ainda assim, conseguiu a certificação dourada, mas ficou apenas no número 39 da parada Billboard 200 e em 9º da parada R&B. A pobre performance comercial de Zapp III' se tornou um sinal que a popularidade e impacto da banda estavam começando a entrar em declínio com a música pós-disco deixando de ser tendência. No lançamento de The New Zapp IV U em 25 de outubro de 1985, a popularidade do Zapp caiu ainda mais. O álbum alcançou a certificação de outo mas apenas em 1994, quase uma década após seu lançamento inicial. A presença do Zapp começou a cessar no final da década de 1980, e a atenção de Troutman ficou focada em sua carreira solo. O lançamento final antes da morte de Troutman foi Zapp Vibe, em 12 de setembro de 1989, que teve moderado sucesso comercial e não alcançou certificação da RIAA.

### 1993–96: ressurgimento e breve aumento em popularidade
A crescente e cada vez mais dominante cena do hip-hop da costa Oeste do começo até a metade da década de 1990 trouxe o Zapp e Roger de volta aos holofotes por um breve momento quando muitos artistas sampleavam material do Zapp. Troutman ganhou reconhecimento provendo os vocais em talk box tanto para a versão original como para o remix do sucesso de Tupac Shakur de 1995-96, "California Love"; a versão alternativa do vídeo musical apresenta Troutman tocando teclado e o talk box durante uma festa. O envolvimento de Roger em "California Love" o recompensou com uma indicação ao  Grammy Award na categoria "Best Rap Performance by a Duo or Group" em 1997.

### 1996–presente: mortes de Roger e Larry Troutman, separação e atividades atuais
Na manhã de domingo, 25 de abril de 1999, Roger Troutman foi ferido fatalmente como resultado de um aparente assassinato-suicídio que foi orquestrado por seu irmão mais velho, Larry. Roger foi baleado diversas vezes no torso por Larry assim que deixava um estúdio de gravação em Dayton, Ohio. Roger foi levado ao Good Samaritan Hospital, mas morreu logo depois. O corpo de Larry foi encontrado dentro de um carro à pouca distância da cena do assassinato. Não houve testemunhas no momento e a motivação de Larry permanece incerta, entretanto, havia problemas financeiros crescentes em relação à empresa de habitação da família Troutman que era gerenciada por Larry, a Troutman Enterprises. O negócio entrou em falência, devendo $400.000 em impostos atrasados. Larry estava furioso por Roger tê-lo demitido como seu empresário, após anos de parceria.
Durante o funeral de Roger, seu sobrinho, Clet Troutman se apresentou cantando uma versão de "Amazing Grace" no talk box. Roger deixou seis filhos e cinco filhas; seu filho mais velho, Roger Lynch Troutman Jr., morreu de ferimentos na cabeça em 2003 (11 de janeiro de 1970 – 22 de janeiro de 2003).
Após a morte de Troutman, Ice Cube disse em entrevista que "More Bounce To The Ounce" o apresentou ao hip-hop. "Eu estava no sexto ano, nós ficávamos na escola. Tinha um cara chamado Mr. Lock, e ele costumava trazer seu rádio e tocar estes sons. Ele costumava ensinar os [grupo de dança]  L.A. Lockers, e fazia serviço comunitário em programas escolares. Ele conhecia muitos destes garotos e os apresentava todos estes novos passos de dança, colocava a música 'More Bounce' e eles começavam a dançar. E eu acho que aquele visual, de ver aquilo, foi minha primeira apresentação ao hip-hop. Ponto final. Eu não sabia nada sobre nada. Eu não tinha escutado "Rapper's Delight" ainda. Foi a primeira coisa que realmente era da hora pra mim. Eles começavam a dançar. Acho que era muita adrenalina pra mim, como uma reação química no meu cérebro."
O impacto resultante das mortes de Roger e Larry foi que a banda ficou encalhada, parando a produção. Sem Roger servindo como a fonte criativa, eles se separaram, e silenciosamente abandonaram a indústria da música todos de uma vez. A Warner Bros. Records liberou a banda de seu contrato, levando a carreira profissional do Zapp a um fim. Poucos anos depois, o Zapp ressurgiu por um curto período após o estabelecimento de sua própria gravadora independente, a Zapp Town Records, gerenciada pela família Troutman. O selo lançou seu único álbum, Zapp VI: Back by Popular Demand, em 2003. Zapp retornou apenas com apresentações ao vivo, fazendo uma turnê pelos EUA.
Lester Troutman Sr. e Terry Troutman confirmaram a existência de um novo projeto/álbum com data que era prevista de lançamento para agosto de 2015. O álbum foi lançamento realmente em 2015 com o nome de " Evolution". Contém 6 faixas e duas faixas creditadas à "Lil" Roger And His Fabulous Vels.

## Formações

### Formação original
- Roger Troutman: vocais e vocais background, guitarra, baixo, teclados, gaita, vibrafone, percussão, talk box[25]
- Larry Troutman: percussão
- Lester Troutman: bateria
- Terry Troutman: teclados, baixo, vocais background
- Gregory Jackson: teclados, vocais e vocais background
- Bobby Glover: vocais e vocais background

### Outro membros
- Eddie Barber
- Jannetta Boyce
- Robert Jones
- Jerome Derrickson
- Sherman Fleetwood
- Michael Warren
- Shirley Murdock
- Dale DeGroat
- Aaron Blackmon (1984 - 1990)
- Nicole Cottom
- Bart Thomas
- Ricardo Bray
- Bigg Robb (começo/metade dos anos 1990 - 2009)
- Rhonda Stevens
- Ray Davis
- Roger Troutman Jr. (morto em 2003)
- Thomas Troutman
- Rufus Troutman III
- Davis Brown
- Wanda Rash (vocalista)
- Toika Troutman (vocalista)
- Marchelle Smith (vocalista)
- Eba Glover (vocalista)
- Damien Black (baterista)

## Discografia

### Álbuns de estúdio
| Título                          | Detalhes                                                                                     | Pico nas paradas | Pico nas paradas | Certificações |
| Título                          | Detalhes                                                                                     | U.S. 200         | U.S. R&B         | Certificações |
| ------------------------------- | -------------------------------------------------------------------------------------------- | ---------------- | ---------------- | ------------- |
| Zapp                            | - Lançamento: 1980 - Gravadora: Warner Bros. - Formatos: LP, CD, cassette                    | 19               | 1                | EUA: Ouro     |
| Zapp II                         | - Lançamento: 1982 - Gravadora: Warner Bros. - Formatos: LP, CD, cassette                    | 25               | 2                | EUA: Ouro     |
| Zapp III                        | - Lançamento: 1983 - Gravadora: Warner Bros. - Formatos: LP, CD, cassette                    | 39               | 9                | —             |
| The New Zapp IV U               | - Lançamento: 1985 - Gravadora: Warner Bros. - Formatos: LP, CD, cassette                    | 110              | 8                | EUA: Ouro     |
| Zapp Vibe                       | - Lançamento: 12 de setembro de 1989 - Gravadora: Reprise - Formatos: LP, CD, cassette       | 154              | 34               | —             |
| Zapp VI: Back by Popular Demand | - Lançamento: 30 de novembro de 2001 - Gravadora: Zapp Town - Formatos: CD, digital download | —                | —                | —             |
| Evolution                       | - Lançamento: 1 de agosto de 2015 - Gravadora: Troutman Music Group - Formatos: CD           | —                | —                | —             |

### Compilações
| Título                                     | Detalhes                                                                             | Pico nas paradas | Pico nas paradas |
| Título                                     | Detalhes                                                                             | U.S. 200         | U.S. R&B         |
| ------------------------------------------ | ------------------------------------------------------------------------------------ | ---------------- | ---------------- |
| All the Greatest Hits                      | - Lançamento 26 de outubro de 1993 - Gravadora: Reprise - Formatos: LP, CD, cassette | 39               | 9                |
| The Compilation: Greatest Hits II and More | - Lançamento: 19 de novembro de 1996 - Gravadora: Reprise - Formatos: CD             | —                | 93               |

## Singles
| Ano  | Canção                                         | Pico nas paradas | Pico nas paradas | Pico nas paradas | Pico nas paradas | Pico nas paradas | Álbum                                      |
| Ano  | Canção                                         | US Hot 100       | US R&B           | US Sales         | US Dance         | US Rhythmic      | Álbum                                      |
| ---- | ---------------------------------------------- | ---------------- | ---------------- | ---------------- | ---------------- | ---------------- | ------------------------------------------ |
| 1980 | "More Bounce to the Ounce"                     | 86               | 2                | —                | 19               | —                | Zapp                                       |
| 1981 | "Be Alright"                                   | —                | 26               | —                | —                | —                | Zapp                                       |
| 1982 | "Doo Wa Ditty (Blow That Thing)"               | 103              | 10               | —                | —                | —                | Zapp II                                    |
| 1982 | "A Touch of Jazz (Playin' Kinda Ruff Part II)" | 103              | 10               | —                | —                | —                | Zapp II                                    |
| 1982 | "Dance Floor"                                  | 101              | 1                | —                | 62               | —                | Zapp II                                    |
| 1982 | "Playin' Kinda Ruff"                           | —                | —                | —                | —                | —                | Zapp II                                    |
| 1982 | "Do You Really Want an Answer?"                | —                | —                | —                | —                | —                | Zapp II                                    |
| 1983 | "Heartbreaker"                                 | 107              | 15               | —                | —                | —                | Zapp III                                   |
| 1983 | "I Can Make You Dance"                         | 102              | 4                | —                | —                | —                | Zapp III                                   |
| 1984 | "Spend My Whole Life"                          | —                | 77               | —                | —                | —                | Zapp III                                   |
| 1984 | "Play Some Blues"                              | —                | 77               | —                | —                | —                | Zapp III                                   |
| 1985 | "Radio People"                                 | —                | —                | —                | —                | —                | The New Zapp IV U                          |
| 1985 | "It Doesn't Really Matter"                     | —                | 41               | —                | —                | —                | The New Zapp IV U                          |
| 1986 | "Itchin' for Your Twitchin'"                   | —                | 81               | —                | —                | —                | The New Zapp IV U                          |
| 1986 | "Computer Love"                                | —                | 8                | 13               | —                | —                | The New Zapp IV U                          |
| 1989 | "Ooh Baby Baby"                                | —                | 18               | —                | —                | —                | Zapp Vibe                                  |
| 1989 | "Fire"                                         | —                | —                | —                | —                | —                | Zapp Vibe                                  |
| 1989 | "Jake E Stanstill"                             | —                | —                | —                | —                | —                | Zapp Vibe                                  |
| 1989 | "I Play the Talk Box"                          | —                | —                | —                | —                | —                | Zapp Vibe                                  |
| 1993 | "Mega Medley"                                  | 54               | 30               | 5                | —                | 33               | All the Greatest Hits                      |
| 1993 | "Slow and Easy"                                | 43               | 18               | —                | —                | 15               | All the Greatest Hits                      |
| 1996 | "Living for the City"                          | 120              | 70               | —                | —                | —                | The Compilation: Greatest Hits II and More |